# لیولد
لیولد (به هلندی: Lievelde) یک منطقهٔ مسکونی در هلند است که در اوست خلره واقع شده‌است. لیولد ۱٬۵۱۶ نفر جمعیت دارد.